# インペラトリン
インペラトリン(Imperatorin)は、ボンテンカ、セイヨウトウキ、ヨロイグサ、ハマボウフウ、ボウフウ、ジャショウシ、Incarvillea younghusbandii、Zanthoxylum americanum mill等から単離されるフラノクマリンの1つで、ファイトケミカルである。クマリン誘導体のウンベリフェロンから生合成される。

## 単離
ボンテンカからのインペラトリンの単離には、まず風乾して粉末状にした根をベンゼン還流下で徹底的に抽出し、続いてカラムクロマトグラフィーにより分離する。

## 生化学活性
インペラトリンは、Bioactive Molecules libraryによるホスホジエステラーゼPDE4阻害剤のハイスループットスクリーニングにより同定された。PDE4Aと比べPDE4Bへの選択性がかなり高い。